# 薩福德小型都會區
薩福德小型都會區，美国人口调查局定義為薩福德小型都會統計區（Safford Micropolitan Statistical Area），為涵蓋亞利桑那州葛蘭姆縣的小型都會區，核心城市為萨福德。根據2010年美國人口普查，此小型都會區內的人口有37,220人。
格林利縣曾是薩福德小型都會統計區的一員，2013年從該小型都會統計區中除名。

## 都會區範圍

### 縣份
- 葛蘭姆縣

### 聚居地
- 萨福德（核心城市）
- 皮马
- 斯威夫特特雷爾章克申
- 撒切尔
- 森特勒爾
- 托馬斯堡
- 所羅門維爾

## 人口統計
根據2000年美國人口普查，此小型都會統計區（當時包含葛蘭姆縣與格林利縣）人口有42,036人，住房計13,233戶，家庭計9,883個。在此區中，68.54%的居民為白人，1.59%的居民為非裔美國人，12.24%的居民為美國原住民，0.48%的居民為亞裔美國人，0.04%的居民為太平洋島裔美國人，14.70%的居民來自其他種族，2.40%的居民為混血種族。此外有30.30%的居民為西班牙裔或拉丁裔美國人。
此小型都會統計區每戶平均收入34,526美元，每個家庭平均收入38,970美元。男性平均收入34,738美元；女性平均收入22,036美元。整體人均收入13,977美元。